# Mychajło Kuzemski
Mychajło Kuzemski, Michał Kuziemski (ur. 20 lutego 1809 we wsi Szybalin, zm. 5 grudnia 1879 w Laszkach Górnych) – duchowny greckokatolicki (w. l. 1868–1871 unicki biskup chełmski), ukraiński działacz narodowy. Przewodniczący Głównej Rady Ruskiej, poseł do Sejmu Krajowego Galicji, inicjator organizacji Soboru Ruskich Uczonych.

## Działalność w Galicji
Pochodził z rodziny duchownego greckokatolickiego. Ukończył gimnazjum w Brzeżanach, następnie wydział teologii Uniwersytetu Lwowskiego. W trakcie nauki został zauważony przez arcybiskupa Michała Lewickiego, który uczynił go swoją osobą zaufaną i pragnął zapewnić mu wysoką godność w hierarchii Kościoła greckokatolickiego. Wbrew oczekiwaniom arcybiskupa Kuzemski odmówił jednak przyjęcia święceń kapłańskich jako celibatariusz i ożenił się z Marią Siczyńską. Wyświęcony w 1833 na kapłana, został proboszczem w parafii w Załoźcach.
Po śmierci żony ks. Kuzemski przeprowadził się do Lwowa. Kolejno uzyskał stanowiska kanclerza konsystorza metropolii lwowskiej, zaś w 1842 – członka kapituły z godnością prałata, mimo faktu, iż nie osiągnął wymaganego przez prawo kanoniczne wieku. W wymienionym roku powierzono mu nadzór nad greckokatolickimi szkołami ludowymi. Za sprawą jego działań w ciągu piętnastu lat ich liczba wzrosła z piętnastu do ponad tysiąca. Ks. Kuzemski zadbał również o wykształcenie kadry nauczycielskiej i opracowanie podręczników w języku ruskim. Nazywany był „sercem Rusi Halickiej”.
Wziął czynny udział w wydarzeniach Wiosny Ludów w Galicji. Na pierwszych posiedzeniach Głównej Rady Ruskiej pełnił funkcję przewodniczącego, oddając ją następnie Hryhorijowi Jachymowyczowi i przejmując ponownie po objęciu przezeń katedry przemyskiej. Brał udział w organizacji przez Radę Macierzy Halicko-Ruskiej, Narodnego Domu we Lwowie i przebudowie soboru św. Jura we Lwowie. Zainicjował organizację Soboru Ruskich Uczonych.
W 1856 otrzymał godność prałata-kustosza kapituły lwowskiej, zaś w 1865 został oficjałem metropolitalnym, archidiakonem kapitulnym oraz wikariuszem generalnym. W 1859 wystąpił przeciwko wprowadzeniu w miejsce alfabetu cyrylickiego łacinki ukraińskiej. Reprezentował poglądy moskalofilskie.
W 1861 wybrany do Sejmu Krajowego Galicji z IV kurii obwodu Stryj, w okręgu wyborczym nr 36 Mikołajów–Żurawno.
W 1862 został odznaczony rosyjskim orderem św. Anny.

## Biskup chełmski
W 1868 został wytypowany przez administrację rosyjską jako najodpowiedniejszy kandydat na ordynariusza ostatniej unickiej administratury w Imperium Rosyjskim, diecezji chełmskiej. Po uzyskaniu pozytywnych opinii nt. Kuzemśkiego od greckokatolickiej hierarchii galicyjskiej, papież poparł tę kandydaturę. Przed przyjęciem sakry biskupiej, co nastąpiło w 1868 we Lwowie, przyszły biskup spotkał się w Warszawie z carem rosyjskim i odbył podróż do Rzymu.
Był zdecydowanym zwolennikiem usunięcia z Kościoła unickiego elementów pochodzenia łacińskiego. Profesor ks. Józef Umiński w swojej pracy Historia Kościoła pisał, że Kuzemski chlubił się, że całe swoje życie walczył z latynizmem i polskością. Na samym początku swojej pracy biskupiej podkreślał konieczność separacji Cerkwi greckokatolickiej od hierarchii łacińskiej i uniezależnieniu jej od wpływów „obcych”. Nakazał usunięcie z cerkwi unickich organów, zabronił odprawiania nabożeństw różańcowych i godzinek. Jednak w kwestii latynizmów trwale zakorzenionych na Chełmszczyźnie, np. ławek w cerkwiach, monstrancji, dzwonków zamierzał pozostawić ostateczną decyzję synodowi diecezjalnemu. Sam sprawował nieznane tradycji prawosławnej ciche msze i pielgrzymował do relikwii św. Jozafata Kuncewicza.
Pod koniec 1868 roku wydał zarządzenie dokonania spisu unitów którzy przeszli na obrządek łaciński w celu ich ponownego przywrócenia (za pomocą władz świeckich) unii, z zaznaczeniem, że przywracanie ma dotyczyć jedynie z obrządku łacińskiego, z wyłączeniem tych byłych unitów, którzy przystąpili Kościoła prawosławnego. Ponadto Kuzemski zabronił swoim wiernym należenia do bractw pobożnych w Kościele łacińskim, unitom pełniącym służbę wojskową polecił spowiadać się u księży prawosławnych, a nie jak dotychczas – katolickich.
Biskup negatywnie odnosił się również do działalności tych duchownych unickich, którzy deklarowali chęć natychmiastowej konwersji na prawosławie i w swoich parafiach usuwali wszelkie naleciałości łacińskie w liturgii. Stąd wynikł m.in. jego otwarty konflikt z członkiem konsystorza diecezji ks. Marcelim Popielem, zdecydowanym zwolennikiem prawosławia.
Szczerze przywiązany do idei unii i do Kościoła katolickiego biskup musiał jednak ustępować przed władzami świeckimi, wprowadzając wbrew własnym przekonaniom zmiany liturgiczne upodabniające obrządek unicki do prawosławnego. W takich okolicznościach musiał m.in. znieść święto Bożego Ciała i wprowadzić obowiązkową modlitwę za rodzinę carską. Zdaniem Włodzimierza Osadczego

idąc drogą reformowania Cerkwi unickiej w ruskim duchu narodowym i jednocześnie będąc pod presją rządu rosyjskiego, poprzez rugowanie wszelkich śladów wpływów łacińskich i polskich przygotowywał grunt dla przyszłej zagłady unii. Czynił to raczej nieświadomie i w dobrej wierze jako gorliwy patriota ruski, który z Galicji przyniósł zapał do walki z Polakami. Po dwóch latach rządów władyka chełmski, może się wydać, przestraszył się swego dzieła

Kuzemski nie chciał zrealizować do końca zamierzeń władz carskich, które oczekiwały od niego, by zakończył akcję oczyszczania obrządku unickiego oficjalnym włączeniem swojej diecezji do Rosyjskiego Kościoła Prawosławnego. Dlatego 20 stycznia 1871 złożył dymisję, która została zaakceptowana przez cara. Za swoją działalność na Chełmszczyźnie otrzymał Order Świętej Anny I klasy.
Jego decyzja nie została jednak usankcjonowana przez Stolicę Apostolską; papież Pius IX w dalszym ciągu uważał go za ordynariusza chełmskiego. Wrócił do Lwowa, później zamieszkał w Laszkach Górnych (koło Mikołajowa), gdzie i zmarł. Pochowany na Cmentarzu Łyczakowskim we Lwowie (w grobowcu Kowalskich, pole Nr 58).